# Лямін Кирило Олексійович
Кирило Олексійович Лямін (рос. Кирилл Алексеевич Лямин; 13 січня 1986, м. Москва, СРСР) — російський хокеїст, захисник. Виступає за «Авангард» (Омськ) у Континентальній хокейній лізі.
Вихованець хокейної школи ЦСКА (Москва). Виступав за ЦСКА-2 (Москва), ЦСКА (Москва), «Атлант» (Митищі), «Спартак» (Москва), «Сєвєрсталь» (Череповець).
У чемпіонатах КХЛ — 335 матчів (15+46), у плей-оф — 52 матчі (2+8).
У складі молодіжної збірної Росії учасник чемпіонату світу 2006. У складі юніорської збірної Росії учасник чемпіонату світу 2004.
Досягнення
- Переможець юніорського чемпіонату світу (2004)
- Срібний призер молодіжного чемпіонату світу (2006).